# El alguacil endemoniado

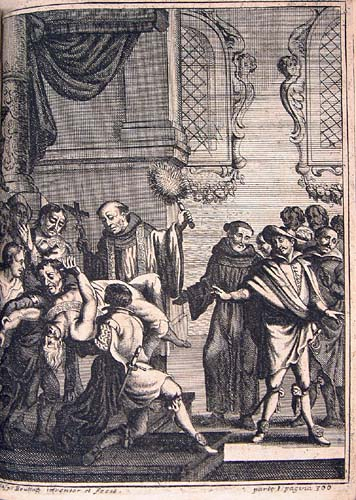
El alguacil alguacilado

El alguacil endemoniado es el segundo de los Sueños de Francisco de Quevedo. Fue escrito en 1606 o 1607 y fue publicado en 1610. Su versión expurgada se publicó en 1631 con el nombre de El alguacil alguacilado, dentro de los llamados Juguetes de la niñez.

## Análisis
A diferencia del Juicio, esta sátira es la primera presentada en forma de discurso o coloquio entre un interlocutor y el Diablo.  El licenciado Calabrés, sacerdote hipócrita y realizador de exorcismos, es el otro personaje del Alguacil.  Intenta repetidamente exorcizar al demonio que ha poseído al alguacil, aunque no tiene mucho éxito. Para Crosby, Calabrés representa a todos aquellos que callan la verdad,  ora por miedo, ora por velar sus intereses. El mismo Quevedo, por temor a la represión ideológica, se negó a publicar tal cual muchos de sus escritos.
El ocelote Calabrés, clérigo de alto rango en la España de los Felipes, personifica la sátira burlona y ácida que Quevedo realiza contra el enorme poder de la Iglesia española. La sátira es muy atrevida, ya que durante la parodia del exorcismo Calabrés mantiene una conversación personal y directa con el espíritu maligno, cosa prohibida específicamente por el Rituale romanum.
En la Iglesia de San Pedro el Viejo de Madrid Quevedo sitúa la acción del Alguacil. En este contexto físico se traslucen varias implicaciones socioculturales de la obra, como la crítica a las supersticiones populares que atribuían a los demonios todos los males de la sociedad. Quevedo conocía bien este fenómeno y a lo largo de su obra lo ridiculiza y hace ver obsoleto y pasado de moda. La elección de la iglesia de san Pedro el Viejo como vehículo para narrar la obra no es casualidad: desde mediados del siglo XVI circulaba una leyenda popular que otorgaba facultades sobrenaturales a una campana que estuvo en la torre mudéjar de San Pedro hasta 1567. Situar un exorcismo en dicho lugar es una alusión encubierta al poder de la campana, que protegía contra los rayos y los demonios. Calabrés representa una realidad muy común en la España de Quevedo: religión y creencias supersticiosas como elemento fundamental de una sociedad regida por la Iglesia. La Inquisición, representada por su santo patrono —san Pedro Mártir—, era omnipresente en todos los aspectos del país, ejercía una influencia demasiado poderosa que Quevedo intenta retratar en su discurso.
Calabrés acusa al diablo de mentir y pone en tela de juicio la veracidad de sus palabras, escudándose en las numerosas condenas que la religión ha lanzado contra él a lo largo de los siglos. El sacerdote se ha colocado a sí mismo en una especie de antagonista de la verdad, por lo que el diablo le recuerda algunas leyendas grecorromanas sobre la Verdad y la Justicia. Al final, Quevedo pide a sus lectores que lean con atención el Alguacil, porque algo de cierto encierran las palabras del demonio, injustamente tratado por el ensalmador Calabrés.
El último párrafo del texto contiene cuatro citas sobre sujetos que tradicionalmente han sido tenidos por malos, como Herodes Antipas o Caifás, a quienes Quevedo intenta analizar imparcialmente para descubrir la verdad de sus acciones. Son citas complicadas y enigmáticas, que sin embargo ofrecen gran relación con los exorcismos.